# Иван Чаков
Иван Ангелов Чаков е български политик, деец на Вътрешната македоно-одринска революционна организация и на Българската комунистическа партия.

## Биография
Иван Чаков е роден в 1892 година в бедно семейство в мелнишкото село Храсна, което тогава е в Османската империя. Още млад влиза във ВМОРО, става нелегален и е четник на Яне Сандански. След Първата световна война се установява в съседното на Храсна село Бельово, където се отдава на комунистическа дейност. В 1919 година участва в изграждането на организация на БКП в селото. През май 1922 година БКП печели изборите за общински съветници и Чаков става кмет на селото. През септември 1922 година е убит в местността Дренето в землището на Петрово.